# SAVIEM SM8
Le Saviem SM8 ou Renault TRM 4000 est un camion de tonnage moyen produit par le constructeur français SAVIEM et décliné en versions civile et militaire. La Série SM Saviem succède à la Série S après l'accord commercial avec MAN de fournitures de moteurs. Elle reçoit une nouvelle cabine basculante similaire à celle de la gamme basse SG.

## Version civile à deux roues motrices
Le SM8 (8 tonnes de charge utile) a été construit par Saviem à partir de septembre 1967 jusqu'en 1975 en version camion porteur de 12,3 tonnes de poids total en charge (P.T.C.) et en tracteur routier SM8 T de 19 tonnes de poids total roulant (P.T.R.) ou SM8 TY de 21,5 tonnes de P.T.R.

### Moteur
La cabine devient basculante (type 812) et le moteur diesel 6 cylindres M.A.N. type 597 de 5,27 litres et de 135 ch SAE à 2 900 tr/min est nouveau. Le SM8 disposera ensuite d'une évolution moteur type 797 de 5,49 litres développant 150 ch à 2 900 tr/min et 402 N.m à 1 700 tr/min.

### Transmission
Le camion est équipé d'une transmission manuelle type 301-12 à 5 rapports, d'un pont arrière type 457 à simple démultiplication, de suspensions à ressorts multilames à flexibilité variable avec tampon Evid-Gom et de freins à tambours à air comprimé. 
Le SM8 existe en plateau nu, à ridelles et bâché ou en benne avec des empattements de 3 m ; 3,5 m ; 4 m ; 4,5 m et 5,3 m.
Il a été remplacé par le modèle J.

## Version militaire (4x4)
Le Saviem SM8 4x4 est un camion militaire tactique de 10 tonnes de P.T.A.C. à quatre roues motrices lancé par Saviem en 1977. La même année il est présenté en version civile avec un PTAC de 11,2 à 13 tonnes.
En 1972, le SM8 4x4 est présenté à l'armée française qui reçoit ses premiers camions au cours du premier trimestre 1978. Ils remplacent les Simca Cargo.    
Le SM8 4x4 possède un moteur 6 cylindres M.A.N. de 5,27 litres et de 135 ch SAE, à pompe rotative Bosch et procédé d'injection M.
Il est équipé d'une boîte de vitesses à cinq rapports et de freins à air comprimé.
C'est un 4x4 permanent avec blocage du différentiel central dans la boîte de transfert. La manœuvre enclenche en même temps la gamme des petites vitesses. Le SM8 4x4 dispose également d'un blocage du différentiel du pont arrière.
Il existe des essieux arrière en monte simple (SM8 4x4 D110) ou en roues jumelées (SM8 4x4 D130). La dimension des pneumatiques est 1200 R 20 avec des roues simples et 10,5 R 20 avec des roues jumelées.

### Histoire

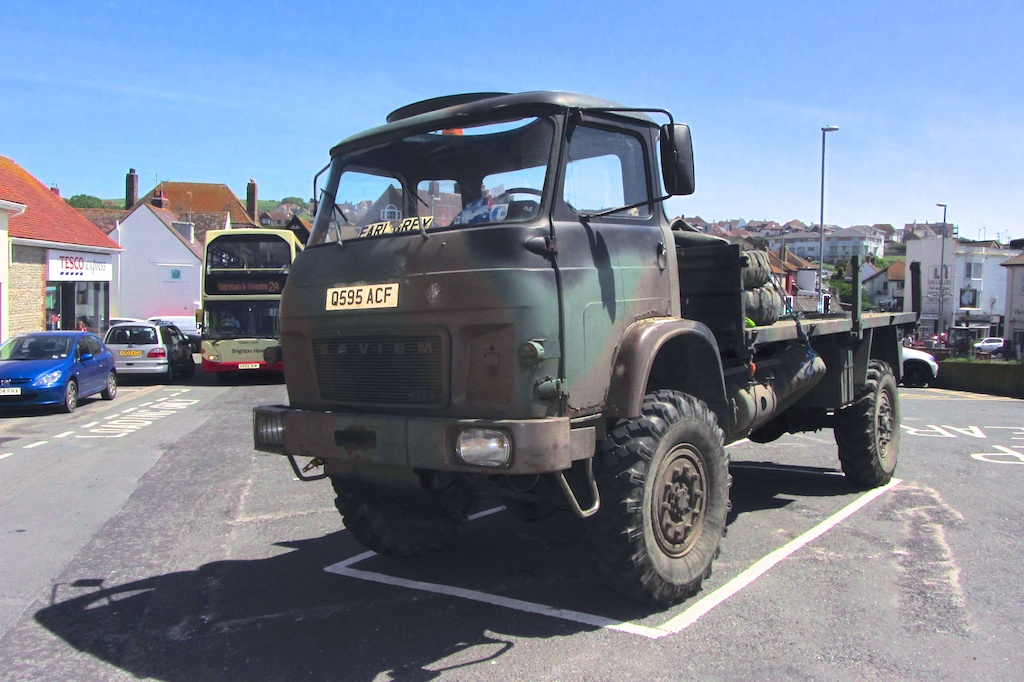
Saviem SM8 4x4

Lors des tests effectués par l’armée de terre afin d’évaluer le véhicule, il ressort que le camion est considéré "bon" mais plusieurs critiques sont formulées. Le constructeur est invité à améliorer rapidement le prototype, notamment la cabine torpédo proposée par Saviem, qui n’est pas étanche et ne confère pas une visibilité suffisante au conducteur. De plus, le bruit du moteur est jugé beaucoup trop important du fait de l’absence totale d’insonorisation.
Renault-Saviem est donc obligé d'améliorer le SM8. Pour la cabine, le constructeur proposera deux possibilités, soit intégrer la cabine tôlée du SM8, soit une cabine de type militaire réalisée par le carrossier Carrier. 
En 1977, l'armée a passé une commande de 15 000 exemplaires du Saviem SM8 4x4 militaire, réduite à 8 800 en 1982. Le Saviem SM8 4x4, deviendra Renault SM8 4x4 en 1980 puis le Renault TRM 4000 en 1986. Il sera fabriqué jusqu'au début 1989.

## SAVIEM SM8 Carrier
Lors des tests réalisés par l'armée de Terre, en 1972, le SAVIEM SM8 a été bien noté mais des critiques ont souligné la nécessité d'améliorer la cabine torpédo proposée par Saviem qui s'est révélée non étanche et ne conférant pas une visibilité satisfaisante au conducteur ; sans oublier le bruit important du moteur du fait de l’absence totale d’insonorisation.
SAVIEM va s'employer à améliorer le SM8 en suivant deux options :
- utiliser la cabine tôlée du SM8,
- Ou proposer une cabine de type militaire réalisée par le carrossier Carrier, habitué à ce genre d'exercice pour les véhicules militaires.

Cette cabine ressemble trait pour trait à la cabine du Berliet GBD de 1973, en vue de l’appel d’offres de l’armée auquel concourait également le Saviem SM8. La cabine militaire Carrier est très simple et doit se conformer à certains standards purement militaires comme le hard top et le pare-brise rétractable, ce qui limite les possibilités.
La cabine militaire Carrier ne sera pas retenue par l’armée à cause de son prix trop élevé. C'est la version du Saviem SM8 avec cabine civile qui fera l'objet de la commande, bien que ses performances soient un cran en dessous des modèles en compétition, le Berliet GBD et l'UNIC XU75 4x4, mais cette différence est compensée par le prix du SM8, nettement plus bas. Or, avec la cabine créée par Carrier, cette différence s’atténue et le SM8 apparaît nettement moins compétitif …